# 王小枪
王小枪（1979年2月—），本名王晓东，男，山西省定襄县人，中国大陆影视剧编剧、作家。他毕业于山西医科大学，担任过《密使》、《对手》、《县委大院》等电视剧的编剧，擅长谍战题材剧本创作。

## 生平
王小枪毕业于山西医科大学医学影像学专业，刚入行当医生时正值“非典疫情”时期。他在自我隔离期间随手给新浪网写了“非典”稿件，结果收到了好评。他在之后不久便辞职，转行从事写作事业。先后在新浪网博客频道任职媒体博客主管、在盛大文学公司任职网站总编辑。
王小枪师从编剧石康学习剧本写作，在2009年初涉剧本创作，在2010年代初创作电视剧《密使》剧本后开始专职从事编剧事业。2023年，王小枪凭借电视剧《县委大院》获得第28届上海电视节白玉兰奖最佳编剧奖。

## 编剧作品
按照播出年度排序
- 2011年：《人是铁饭是钢》[5]
- 2012年：《密使》、《终极证据》、《媳妇是怎样炼成的》[5]
- 2016年：《追击者》[5]
- 2018年：《面具》[5]
- 2020年：《小大夫》[4]
- 2021年：《对手》、《功勋》（仅无名英雄于敏单元）、《我们的新时代》（仅紧急营救单元）[1]
- 2022年：《县委大院》[7]
- 2024年：《哈尔滨一九四四》[2]